# Codex Vaticanus Graecus 64
Il Codex Vaticanus Graecus 64 è un manoscritto medievale in lingua greca vergato su pergamena, conservato alla Biblioteca apostolica vaticana di Roma. 

## Contenuto e redazione
Il codice membranaceo si compone di 289 fogli delle dimensioni di 318 per 205 mm. La copiatura del manoscritto è avvenuta a Salonicco, all'incirca nel 1269/1270.
Il codice contiene una silloge di 35 epistole, conosciuta come Lettere di Socrate, datate al II o III secolo, opera di vari autori.
Il libro è appartenuto, nel XV secolo, al cardinale Isidoro di Kiev il cui intervento di propria mano è riconoscibile nei ff. 283v e 284r, in cui integra il testo lacunoso di Filostrato.

## Lettere di Socrate
Le cosiddette  Lettere di Socrate furono pubblicate per la prima volta nel 1637 da Leone Allacci, con il testo greco affiancato da una traduzione latina e fatto seguire da un commento, con il titolo di Socratis Antisthenis et aliorum Socraticorum epistolae, edito a Parigi dalla tipografia Trois Cigognes dello stampatore Sébastien Cramoisy di Rue Saint-Jacques. La traduzione escludeva  tre lettere, dal testo molto corrotto, che erano riportate, nel solo formato originale, in una sorta di appendice al volume.